# 임상춘
임상춘은 대한민국의 각본가이다. 팬 엔터테인먼트에 소속되어있다.

## 드라마
- 2014년 MBC 드라마 페스티벌 《내 인생의 혹》 ... 집필
- 2014년 SBS Plus 월요 미니시리즈 《도도하라》 ... 집필
- 2016년 KBS2 4부작 월화 미니시리즈 《백희가 돌아왔다》 ... 집필
- 2017년 KBS2 월화 미니시리즈 《쌈 마이웨이》 ... 집필
- 2019년 KBS2 수목 미니시리즈 《동백꽃 필 무렵》 ... 집필
- 2024년 Netflix 《폭싹 속았수다》 ... 집필

## 수상 및 후보
| 연도 | 시상식                         | 부문                    | 작품           | 결과 |
| ---- | ------------------------------ | ----------------------- | -------------- | ---- |
| 2018 | 제54회 백상예술대상            | TV부문 극본상           | 쌈 마이웨이    | 후보 |
| 2019 | KBS 연기대상                   | 작가상                  | 동백꽃 필 무렵 | 수상 |
| 2020 | 제56회 백상예술대상            | TV부문 극본상           | 동백꽃 필 무렵 | 수상 |
| 2020 | 제11회 대한민국 대중문화예술상 | 문화체육관광부장관 표창 | 빈칸           | 수상 |
| 2025 | 제61회 백상예술대상            | 방송부문 극본상         | 폭싹 속았수다  | 수상 |

## 같이 보기
- 분류:대한민국의 영화 각본가